# Кришталь (фільм)
«Кришталь» (рос. Хрусталь) — копродукційний драматичний фільм 2018 року, дебютна повнометражна режисерська робота Дар'ї Жук. Світова прем'єра стрічки відбулася 30 червня 2018 року на 53-му Міжнародному кінофестивалі у Карлових Варах, де вона брала участь у конкурсній програмі «На схід від Заходу». Фільм вперше представили 20 липня 2018 року брав участь в міжнародній конкурсній програмі 9-го Одеського міжнародного кінофестивалю де він отримав головний приз «Золотий Дюк» .
Фільм було обрано претендентом від Білорусі на премію «Оскар» Американської академії 2019 року в категорії «Найкращий фільм іноземною мовою».

## Сюжет
1990-ті роки. У пострадянській Білорусі безробітна рейверка Веля з Мінська мріє про еміграцію до США. Після підробки документа про працевлаштування для отримання омріяної візи її мрія наближається на відстань руки… Доки Веля не розуміє, що американське консульство збирається зателефонувати за фальшивим номером і перевірити місце її роботи. Єдиний вихід — оселитися на тиждень у невеликому заводському містечку щоб підтвердити легенду. Вона переїздить до тісного радянського помешкання родини, яка готується до весілля сина. Присутність Велі швидко перевертає сімейний побут і життя у місті догори дриґом, перетворюючись на загрозу всім і кожному.

## У ролях
| • Аліна Насібулліна | … | Веля      |
| • Іван Мулін        | … | Степан    |
| • Юрій Борисов      | … | Алік      |
| • Світлана Анікей   | … | мати Велі |
| • Ілля Капанець     | … | Костя     |
| • Людмила Разумова  | … | Аля       |
| • Наталія Онищенко  | … | Анжела    |
| • В'ячеслав Шкалідо | … | Михалич   |
| • Анастасія Гавря   | … | Віка      |
| • Анатолій Голуб    | … |           |

## Виробництво
Зйомки фільму проходили у Білорусі. У його створенні брали участь кінокомпанія «Демарш-фільм», кіностудія «Білорусьфільм» (Білорусь), компанії «Unfound Content», «Fusion Features», «Vice Films» (США), а також німецькі продюсери.

### Знімальна група
- Автор сценарію — Хельга Ландауер
- Режисер-постановник — Дар'я Жук
- Генеральні продюсери — Біргіт Гоернбок, Ольга Гойстер
- Продюсери — Деббі Вандермулен, Валерій Дмитроченко
- Виконавчі продюсери — Денні Габай, Вілл Макканс, Едді Моретті, Дмитро Осмьоркін, Кріс Шуманн, Шейн Сміт, Берні Штерн
- Асоційовані продюсери — Едвард Шендерович, Пол Саран, Катерина Тарбо-Ігнатенко
- Співпродюсер — Андрій Ісаченко
- Оператор — Кароліна Коста
- Монтаж — Сергій Дмитренко, Міхал Лещиловський
- Художник-постановник — Андрій Толстик
- Художник з костюмів — Олена Гордіонок

## Реліз

### Кінофестивальний реліз
У грудні 2017 року проект фільму здобув перемогу у секції «Works in Progress» Талліннського міжнародного кінофестивалю «Темні ночі» з формулюванням: «„Кришталь“ — це інтригуюча історія з легкою іронією, гумором і численними культурними відсиланнями, що є яскравим і свіжим поглядом на стару добру американську мрію». Як нагороду фільму були надані послуги з постпродукції на кіностудії у Фінляндії на суму 10 000 євро.
Світова прем'єра стрічки відбулася 30 червня 2018 року на 53-му Міжнародному кінофестивалі у Карлових Варах, де вона брала участь у конкурсній програмі «На схід від Заходу».
У липні 2018 фільм брав участь в міжнародній конкурсній програмі 9-го Одеського міжнародного кінофестивалю та отримав головний приз «Золотий Дюк»

## Нагороди та номінації
| Список нагород та номінацій                     | Список нагород та номінацій | Список нагород та номінацій        | Список нагород та номінацій | Список нагород та номінацій | Список нагород та номінацій |
| Кінофестиваль/Кінопремія                        | Рік                         | Категорія                          | Номінант(и)                 | Результат                   | Дж                          |
| ----------------------------------------------- | --------------------------- | ---------------------------------- | --------------------------- | --------------------------- | --------------------------- |
| 53-й Міжнародний кінофестиваль у Карлових Варах | 2018                        | Приз програми «На схід від Заходу» | Кришталь                    | Номінація                   | [ 10 ]                      |
| 9-й Одеський міжнародний кінофестиваль          | 2018                        | «Золотий Дюк»                      | Кришталь                    | Перемога                    | [ 4 ]                       |